# Croton horminum
Espèce
Croton horminum est une espèce de plantes à fleurs du genre Croton et de la famille des Euphorbiaceae présente au Brésil (Minas Gerais).
Il a pour synonymes :
- Croton horminoideus St.-Lag., 1880
- Oxydectes horminum (Baill.) Kuntze